# George Kennedy (homme politique)
Pour les articles homonymes, voir George Kennedy (homonymie) et Kennedy.
George Kennedy (né le 7 octobre 1927 à Saint-Antoine Abbé, mort le 6 décembre 2003) est un comptable et un homme politique québécois.  Il a été député de la circonscription de Châteauguay à l'Assemblée nationale du Québec de 1962 à 1976.

## Biographie
Il est le fils de Patrick Kennedy, cultivateur, et d'Yvonne Lemieux.  Il étudie au Séminaire de Valleyfield, au Collège Mont-Saint-Louis et à l'École des hautes études commerciales de Montréal.  Il est cadet de la marine canadienne de 1948 à 1952. Il obtient un baccalauréat en sciences commerciales en 1953. Il épouse Rollande Varin, secrétaire, le 18 septembre 1954, à Ormstown.  Il est admis à l'Institut des comptables agréés en 1958.  Il exerce la profession de comptable agréé.
Lors de l'élection générale québécoise de 1962, il est élu député de la circonscription de Châteauguay à l'Assemblée législative du Québec, comme candidat du Parti libéral du Québec.  Il est réélu aux élections générales de 1966, de 1970 et de 1973. Lors de l'élection générale de 1976, il est défait par le candidat du Parti québécois, Roland Dussault.
Il meurt le 6 décembre 2003, à l'âge de 76 ans.